# Раббота Хо
Раббота Хо — український рок-гурт із міста Києва. Один із провідних колективів українського альтернативного, експериментального і авангардного року кінця 1980-х років.

## Історія
Спочатку гурт мав назву Вавилон. Його заснували на початку 1987 року Сергій Попович (гітара, вокал), Костянтин Довженко (барабани), Ігор Грановський (клавішні, вокал) і Юрій Михайличенко (бас-гітара, вокал).
В такому складі гурт виступив досить вдало на фестивалі «Молодіжне перехрестя» і записав два альбоми «Взъерошеное дерево» та «Потенция».
1 лютого 1988 року колектив змінив свою назву на Раббота Хо, оскільки його покинув Михайличенко, який і був автором попередньої назви. Потім гурт вступив до «Рокъ-Артілі», а вперше виступив у середині квітня на збірному концерті в Голосієвому, де виконали три пісні. До літа створили півгодинну концертну програму, яка містила 6 пісень: «Мурахи», «Солідол», «Москва», «Ідіот», «Фельдфебельський романс», «Обличчя», а вся програма мала назву «Фельдфебельський романс». Тоді основу колективу складали: Сергій Попович (гітара, вокал), Костянтин Довженко (барабани, вокал), Ігор Грановський (клавішні, вокал). Того ж року колектив вдало виступив на міжнародному фестивалі «Літуаніка» у Вільнюсі.
Гурт багато експериментував з музикою, яка була урбаністичною за характером і депресивно оптимістичною за змістом.
Після розпаду "Рокъ-Артілі" колектив переважно зосередився на студійній роботі, оскільки організувати концерти самостійно було важко.
У 1989-90 роках гурт брав участь у фестивалях в Таллінні, Ленінграді, Москві, Азії, після чого в новому складі (Попович — гітара, ритм-бокс, Микола Ігнатенко — бас, Юрій Тугушев — слайди) представив програму «Танець».
Влітку 1992 новим місцем репетицій став музей «Київська фортеця», яка колись була в'язницею «Косий капонір».
Леонід Бурлаков пропонував Сергію Поповичу місце аранжувальника і гітариста в гурті Мумій Тролль, але той відмовився, оскільки працював тоді концертним звукорежисером у ВВ. Одними з його найуспішніших робіт як звукорежисера є «Країна мрій» ВВ та «Пиратская Любовь» гурту Пірата Бенд.
Наприкінці 1990-х Попович створив дівочу грандж-команду Танки, а потім став просто виступати дуетом з її басисткою Талою Мюллер. До них приєдналися Георгій Тараман (семплери) та Михайло Мартинчук (гітари) і в цьому складі у 2000 році був записан міні-альбом «Любов/Нелюбов».

## Подальша доля учасників колективу
Після виходу Юрія Михайличенка зі складу він згодом створив акустичну «Іванову Вісь».
Сергій Попович переїхав жити до Нью-Йорка.

## Дискографія[5]
- збірка — «Кіевъ Рокъ Артѣль» (Reel-2-Reel, Promo) Рок-Артіль, 1988
- альбом — Фельдфебельский романс (касета), 1989
- альбом — Концерт в Запорожье (касета), 1989
- збірка — Треш-чатик 2 (касета), Фонограф, 1989
- альбом — Репетиция без оркестра (касета), 1990
- альбом — Танец (касета), 1991
- збірка — Новая сцена. Underground from Ukraine! 14 Bands from Kiev & Kharkov‎ (CD) What's So Funny About .. ‎- SF133 Indigo — 2933-2, 1993
- альбом — Гадкие лебеди, 1995
- альбом — Танец (CD) JRC, 2001
- сингл — Последняя песня («Баландала») (File, MP3) Quasi Pop Records ‎- QPOP 1MP3, 2002
- альбом — Tanets (File, MP3) Quasi Pop Records ‎- QPOP 2MP3, 2002